# Montreuil-en-Touraine
Montreuil-en-Touraine är en kommun i departementet Indre-et-Loire i regionen Centre-Val de Loire i de centrala delarna av Frankrike. Kommunen ligger i kantonen Amboise som tillhör arrondissementet Tours. År 2022 hade Montreuil-en-Touraine 750 invånare.

## Befolkningsutveckling
Antalet invånare i kommunen Montreuil-en-Touraine
Referens:INSEE